# Mendelejew-Gletscher
Der Mendelejew-Gletscher (russisch Ледник Менделеева Lednik Mendelejewa) ist ein 16 km langer Gletscher im ostantarktischen Königin-Maud-Land. In der Hoelfjella entwässert er mit nordöstlicher Fließrichtung den nördlichen Teil der Payergruppe.
Luftaufnahmen und Vermessungen einer sowjetischen Antarktisexpedition (1960–1961) dienten seiner Kartierung. Namensgeber ist der russische Chemiker Dmitri Iwanowitsch Mendelejew (1834–1907).